# Pellionia hallieri
Pellionia hallieri är en nässelväxtart som först beskrevs av H. Winkl., och fick sitt nu gällande namn av R.J. Johns. Pellionia hallieri ingår i släktet Pellionia och familjen nässelväxter. Inga underarter finns listade i Catalogue of Life.